# Terrorisme en 1984

## Événements

### Mai
- 8 mai, Canada : une fusillade au parlement du Québec fait trois morts et treize blessés[1].

### Juin
- 16 juin, Liban : un attentat-suicide du Hezbollah au Liban, pendant l'opération Paix en Galilée, fait cinq morts[2].

### Septembre
- 3 septembre, Canada : l'explosion d'une bombe à la gare centrale de Montréal, posée par un ancien militaire américain pour protester contre la visite du Pape, fait trois morts et une trentaine de blessés[3],[4],[5]
- 12 septembre, Liban : un attentat-suicide au camion piégé contre l'ambassade américaine à Beyrouth, revendiqué par le Hezbollah, fait quatorze morts[2].

### Octobre
- 2 octobre, Belgique : une explosion endommage gravement le siège de l'entreprise américaine Litton Industries à Evere. L'attentat, revendiqué par les Cellules Communistes Combattantes, ne fait que des dégâts matériels[6].
- 3 octobre, Belgique : un nouvel attentat des CCC frappe l'entreprise allemande MAN à Dilbeek. L'attentat ne fait aucune victime[6].
- 8 octobre, Belgique : un troisième attentat des CCC frappe l'entreprise américaine Honeywell, également à Evere. Aucune victime n'est à déplorer[6].
- 12 octobre, Royaume-Uni : un attentat au Grand Hotel de Brighton, qui visait Margaret Thatcher et son cabinet, fait cinq morts et trente-quatre blessés. Le Premier Ministre britannique en réchappe de justesse[7]. L'attentat est revendiqué par l'IRA provisoire.
- 15 octobre, Belgique : les Cellules Communistes Combattantes attaquent le siège du Parti réformateur libéral à Bruxelles. Seuls des dégâts matériels sont à déplorer[6].
- 17 octobre, Belgique : c'est cette fois le siège du Christelijke Volkspartij, à Gand, qui est pris pour cible par les CCC. On ne déplore aucune victime[6].

### Décembre
- 23 décembre 1984, Italie : l'explosion d'une bombe dans le train Naples-Milan, dans le tunnel San Benedetto Val di Sambro, fait quinze morts et cent seize blessés[8].